# 유의 (악후)
유의(劉義, ? ~ ?)는 전한 후기의 제후로, 양경왕의 아들이다.

## 생애
건소 원년(기원전 38년), 악후(樂侯)에 봉해졌으나 4년 후 사람을 시켜 살인한 죄로 곤형·성단에 처하였다.

## 출전
- 반고, 《한서》 권15하 왕자후표 下

| 선대 (첫 봉건) | 전한의 악후 기원전 38년 정월 ~ 기원전 34년 | 후대 (봉국 폐지) |